# Lomello
Lomello este o comună din provincia Pavia, Italia. În 2011 avea o populație de 2,295 de locuitori.

## Demografie
Lomello - evoluția demografică

|  | Graficele sunt indisponibile din cauza unor probleme tehnice. Mai multe informații se găsesc la Phabricator și la wiki-ul MediaWiki. |

Date: Recensăminte sau birourile de statistică - grafică realizată de Wikipedia

## Obiective turistice
- Ruinele fortificațiilor orașului

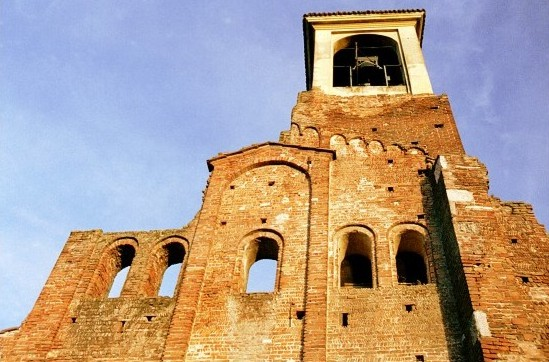
Bazilica Santa Maria Maggiore

- Ruinele vechii bazilici Santa Maria Maggiore (1025-1040)
- Baptisteriul San Giovanni ad fontes (secolul al V-lea - secolul al VII-lea)
- Biserica San Michele (romanică, secolul al XII-lea)
- Cetate (secolul al XV-lea)